# Keratoisis grandis
Keratoisis grandis är en korallart som först beskrevs av Nutting 1908.  Keratoisis grandis ingår i släktet Keratoisis och familjen Isididae. Inga underarter finns listade i Catalogue of Life.